# 배기철
배기철(裵基哲, 1957년 11월 1일 ~ )은 대한민국의 정치인이다. 제28대 대구광역시 동구청장이다.

## 학력
- 김천고등학교(졸업)
- 계명대학교 대학원 통합과정 환경과학과(휴학)

## 경력
- 1982.04: 철도청 대전지방철도청 행정주사보 임용
- 1996.12: 총무처 행정사무관
- 2006.05: 행정자치부 정부혁신본부 혁신평가팀(서기관)
- 2010.02: 대구광역시 세계육상선수권대회지원단 지원과장
- 2013.02: 상수도사업본부장(지방부이사관)
- 2015.01: 준공영제혁신추진단장
- 2015.07: 대구광역시 동구청 부구청장
- 여의도 연구원 정책자문위원회 정치발전분과 부위원장
- 2017.04: 대구경북 섬유산업연합회 상임 부회장
- 2018.07 ~ 2022.06 : 제28대 민선 7기 대구광역시 동구청장(초선)
- 2022.12 ~ 2023.11 : 대구메트로환경 사장
- 2024 ~ 대구광역시행복진흥원 원장 취임

## 전과
- 도로교통법위반: 벌금 1,500,000원 - 1997년 3월 17일 선고[1]
- 도로교통법위반(음주운전): 벌금 1,500,000원 - 2001년 8월 16일 선고[1]

## 역대 선거 결과
| 실시년도 | 선거      | 대수 | 직책   | 선거구    | 정당       | 득표수    | 득표율          | 순위 | 당락 | 비고           |
| -------- | --------- | ---- | ------ | --------- | ---------- | --------- | --------------- | ---- | ---- | -------------- |
| 2018년   | 지방 선거 | 28대 | 구청장 | 대구 동구 | 자유한국당 | 62,891 표 | \| \| 37.38% \| | 1위  |      | 초선, 민선 7기 |
|          | 37.38%    |      |        |           |            |           |                 |      |      |                |